# Koorla
Koorla es un despoblado del municipio de Setomaa, situado en el condado de Võru, Estonia. 